# منزل ريد أو. سموت

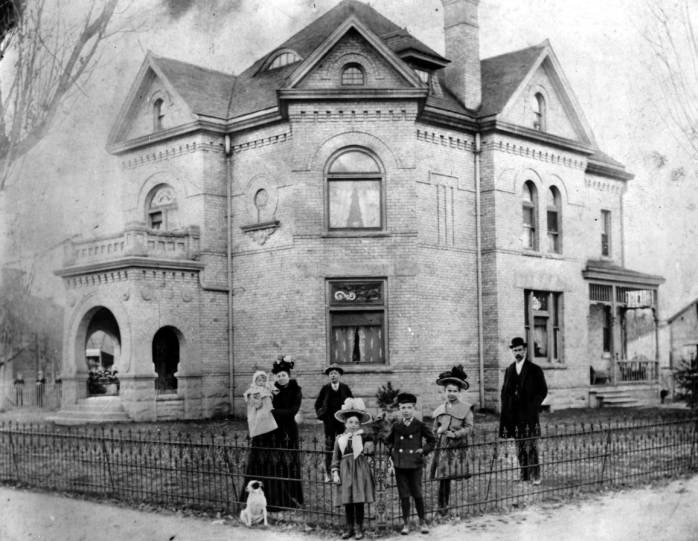
عائلة سموت أمام منزلهم (حوالي عام 1900)

كان منزل ريد سموت، المعروف أيضًا باسم منزل السيدة هارلو إي سموت (بالإنجليزية: Reed Smoot House)، منزل ريد سموت من عام 1892 حتى وفاته عام 1941، ويقع في 183 إي 100 ساوث، بروفو، يوتا، الولايات المتحدة. تم إعلانه كمعلم تاريخي وطني عام 1976. كان ريد سموت عضو بارز في مجلس الشيوخ الأمريكي اشتهر بدفاعه عن الحماية التجارية وقانون سموت-هاولي للتعريفات الجمركية.

## المبنى
قام سموت بنفسه برسم التصميمات الأولى للمنزل، وأكمل ريتشارد كيه إيه كليتينج التصميم. كلف بناء المنزل أكثر من أربعة آلاف دولار. تصميمه المنزل فيكتوري انتقائي، وهو منزل مربع فخم، متين، يعود إلى العصر المورموني المبكر، مع لمسة من الفخامة الفيكتورية في تفاصيله. يرتبط المنزل بالتاريخ السياسي والديني المبكر لولاية يوتا، وقد شهد زيارات عديدة لرؤساء الولايات المتحدة في أوائل القرن العشرين.
رُشِّح هذا المنزل لإدراجه في سجل معالم مدينة بروفو في 28 أبريل 1995. وهو الآن مسكن خاص.

## روابط خارجية
- قوائم NRHP في بروفو يوتا